# 徐信愛
徐信愛（韓語：서신애，1998年10月20日—），韓國女演員，於2004年拍攝《首爾牛奶》廣告出道。

## 演出作品

### 電視劇
- 2007年：MBC《謝謝》飾演 李春
- 2008年：KBS《青春禮讚》
- 2009年：MBC《穿透屋頂的High Kick》飾演 申新愛
- 2010年：KBS《九尾狐：狐狸小妹傳》飾演 尹楚玉
- 2010年：KBS《Drama Special－少年少女相遇了》
- 2012年：KBS《Drama Special－SOS (드라마)（朝鲜语：SOS (드라마)）》
- 2013年：SBS《錢的化身》飾演 卜彩仁（少年）
- 2013年：MBC《女王的教室》飾演 銀寶美
- 2013年：tvN《馬鈴薯星2013QR3》飾演 信愛（客串）
- 2016年：Naver tvcast《噩夢老師》飾演 金瑟琪
- 2016年：JTBC《所羅門的偽證》飾演 朴初瓏
- 2016年：MBC《W－兩個世界》飾演 姜秀妍（特別演出）

### 電影
- 2005年：《百萬煮夫大作戰》
- 2007年：《耀眼時刻》
- 2007年：《我的愛》
- 2014年：《我的愛我的新娘》
- 2015年：《Miss Wife(帥氣的噩夢)》
- 2018年：《Starbuck`s Cafe》
- 2018年：《成為母親之後》

### 綜藝節目
- 2007年：MBC《知己知彼》
- 2012年：MBC《來玩吧》
- 2013年：MBC《我們結婚了》
- 2017年：tvN《人生酒館》Ep：13－14
- 2017年：tvN《把便利店掏空吧》Ep：6

### MV
- 2008年：金勇鎮《還有愛嗎》（與張赫）

## 獲獎
- 2007年：MBC演技大賞－童星獎
- 2009年：MBC演藝大賞－童星獎
- 2010年：KBS演技大賞－青少年演技獎

## 外部連結
- 徐信愛的Instagram帳戶
- NAVER搜索 （页面存档备份，存于）
- 官方網站